# Eric Ericson-professuren i kördirigering
Eric Ericson-professuren i kördirigering vid Uppsala universitet tillkom 1998 genom en donation från dåvarande FöreningsSparbanken, (sedermera Swedbank) med anledning av kördirigenten Eric Ericsons 80-årsdag.
Professuren, som placerades vid Institutionen för musikvetenskap, var avsedd som en del i en strävan att stärka den praktiska musikutbildningen vid Uppsala universitet, som komplement till teoretisk utbildning. Till tjänstens förste innehavare utnämndes 2000 kördirigenten Stefan Parkman. Samma år invigdes universitetets körcentrum.
Eric Ericson var bland annat dirigent för Orphei Drängar 1951–1991 och promoverades 1983 till hedersdoktor vid universitetet.